# GALLEX
GALLEX oder Gallium-Experiment war ein radiochemisches Experiment zum Nachweis von Neutrinos. Es lief von 1991 bis 1997 am Laboratori Nazionali del Gran Sasso (LNGS). Das Projekt wurde von einer internationalen Kollaboration aus amerikanischen, deutschen, französischen, italienischen, israelischen und polnischen Wissenschaftlern unter Leitung des Max-Planck-Institut für Kernphysik Heidelberg durchgeführt (Projektleiter war Till Kirsten).
Ziel des Experiments war der Nachweis der solaren Neutrinos und damit die Prüfung von Theorien zu den Energieerzeugungsmechanismen der Sonne. Zuvor hatte es keine Beobachtungen niedrigenergetischer solarer Neutrinos gegeben.

## Aufstellort
Die Hauptkomponenten des Experiments, der Tank und die Zähler, lagen in den unterirdischen astrophysikalischen Laboratorien  Laboratori Nazionali del Gran Sasso in Italien, Region Abruzzen, in der Nähe von L’Aquila innerhalb des 2912 Meter hohen Gran-Sasso-Massivs. Der Aufstellort entspricht einer Tiefe von 3200 Meter Wasser. Dies ist notwendig, um den Detektor von kosmischer Strahlung abzuschirmen. Das Labor ist über die Autobahn A-24 erreichbar, welche durch den Berg verläuft.

## Detektor
Der 54 m3 fassende Detektortank war mit 101 Tonnen einer Galliumtrichlorid-Salzsäure Lösung gefüllt. Diese enthielt 30,3 Tonnen Gallium, damals fast eine Weltjahresproduktion und nach dem SAGE-Detektor wahrscheinlich die größte Menge Gallium, die je verwendet wurde. Das Gallium in der Lösung diente als Target für eine neutrino-induzierte Kernreaktion (Neutrinoeinfang oder inverser Betazerfall). Dadurch wird das Gallium in Germanium durch folgende Reaktion umgewandelt:
{\displaystyle \nu _{e}+\mathrm {^{71}Ga} \longrightarrow \mathrm {^{71}Ge^{+}} +e^{-}}
Der Schwellenwert für den Neutrinonachweis liegt bei dieser Reaktion bei 233,2 keV. Es können also nur Neutrinos mit einer Energie größer als 233,2 keV nachgewiesen werden. Der relativ niedrige Schwellenwert ist ein Grund, warum Gallium als Detektormaterial benutzt wurde. Andere Detektor-Reaktionen haben höhere Schwellenwerte, so zum Beispiel das Homestake-Experiment mit 813 keV durch den Nachweis von 37Argon. Mit dem Nachweis von 71Ge können auch Neutrinos aus der primären Proton-Proton-Reaktion der Sonne mit einer maximalen Energie von 420 keV detektiert werden.
Das entstandene 71Ge wurde chemisch aus dem Detektor extrahiert und in gasförmiges Monogerman (71GeH4) umgewandelt. Der Zerfall der 71Ge-Atome mit einer Halbwertzeit von 11,43 Tagen wurde mit Proportionalzählern nachgewiesen. Jeder nachgewiesene Zerfall entspricht einem eingefangenen Neutrino.

## Resultate
Das GALLEX-Experiment war das erste Experiment, das Neutrinos aus der p-p-Reaktion, aus der die Sonne den größten Teil ihrer Energie erzeugt, nachwies. Zwischen 1991 und 1997 maß der Detektor eine Rate von 77,5 SNU (Solar neutrino units), was etwa 0,75 Zerfällen pro Tag entspricht. Diese Rate war mit hoher statistischer Signifikanz deutlich geringer als die Vorhersage nach dem solaren Standardmodell, die je nach Autor zwischen 125 und 136 SNU lag.
Zu einem ähnlichen Defizit war schon das Homestake-Experiment gekommen, man nannte es das solare Neutrinoproblem. Dieses Experiment hatte jedoch nur höherenergetische Neutrinos detektieren können, nicht aber die niederenergetischen Neutrinos aus der mit Abstand wichtigsten Fusionsreaktion in der Sonne.
Die gemessene Diskrepanz unterstützte die Hypothese der (später zweifelsfrei nachgewiesenen) Neutrinooszillationen, die im ursprünglichen Standardmodell der Elementarteilchenphysik nicht enthalten war. Demnach haben Neutrinos eine von Null verschiedene Masse und können „oszillieren“, d. h. sich von einer Neutrinoart in eine andere umwandeln. Radiochemische Neutrinodetektoren reagieren nur auf die Neutrinoart Elektron-Neutrino, nicht auf den zweiten und dritten Neutrino-Flavour. Die Umwandlung von in der Sonne entstandenen Elektron-Neutrinos in einen anderen Typ auf dem Weg zur Erde ist für die Diskrepanz verantwortlich.

## Andere Experimente
Das Nachfolgeexperiment von GALLEX war das Gallium Neutrino Observatorium oder G.N.O., welche vom LNGS im April 1998 begann und bis zum Jahr 2003 fortgeführt wurde.
Ein ähnliches Experiment, welches metallisches Gallium verwendete, ist das Russisch-Amerikanische Gallium-Experiment SAGE.